# هيربي كاين
هيربي كاين (بالإنجليزية: Herbie Kane)‏ هو لاعب كرة قدم بريطاني في مركز الوسط، ولد في 23 نوفمبر 1998 في برستل في المملكة المتحدة. لعب مع نادي ليفربول.

## وصلات خارجية
- هيربي كاين على موقع الاتحاد الأوربي (الإنجليزية)
- هيربي كاين على موقع قاعدة بيانات كرة القدم.إي يو (الإنجليزية)
- هيربي كاين على موقع عالم كرة القدم.نت (الإنجليزية)
- هيربي كاين على موقع AS.com (الإسبانية)